# 古巴是的

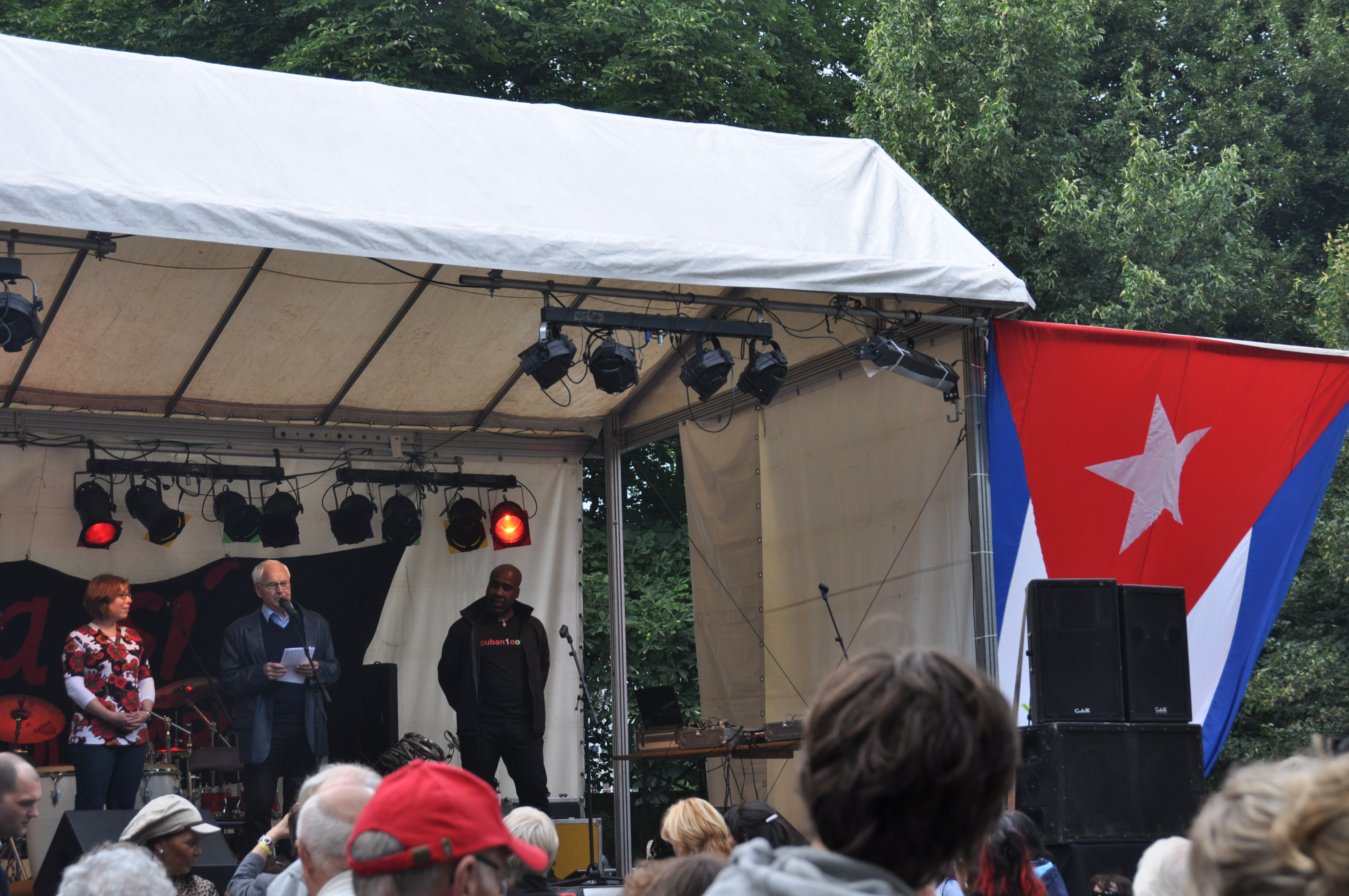
2011年7月，古巴—团结节“古巴是的20周年”在柏林利希滕贝格城市公园举办；汉斯·莫德罗在台上发言。

左翼党执行委员会古巴是的工作组（德語：AG Cuba Sí beim Parteivorstand der Partei Die Linke），简称古巴是的（Cuba Sí），是德国左翼党内部的一个独立工作组，致力于对社会主义古巴的声援。
该组织成立于1991年7月23日，办公地点位于柏林的卡尔·李卜克内西大楼。该组织拥有400名成员，这些成员分布在40多个独立的地方小组中，并在全国范围内活动。3名全职员工负责协调工作。该组织的主要资金来源是捐款。
该组织出版《古巴是的—杂志》，每年出版两期。该组织还是每年举行的“罗莎·卢森堡会议”的共同主办方，并在各种活动中设立展位。该组织在活动和互联网上广泛传播文本，积极展示古巴政府的政策，并在有争议的政治问题（如人权、新闻自由、自由选举）上表达古巴政府的立场。
此外，该组织安排到古巴的“政治旅行”，其中包括每年举办的哈瓦那国际书展，以及称为“工作营”的旅行，这些旅行不仅包括到各类机构参观，还包括自愿劳动，这被视为“认可古巴体制的基本前提”。
德国联邦内政和国土部在2007年—2018年的宪法保护报告中将该组织评定为“公开的极端主义组织”。